# Radio City

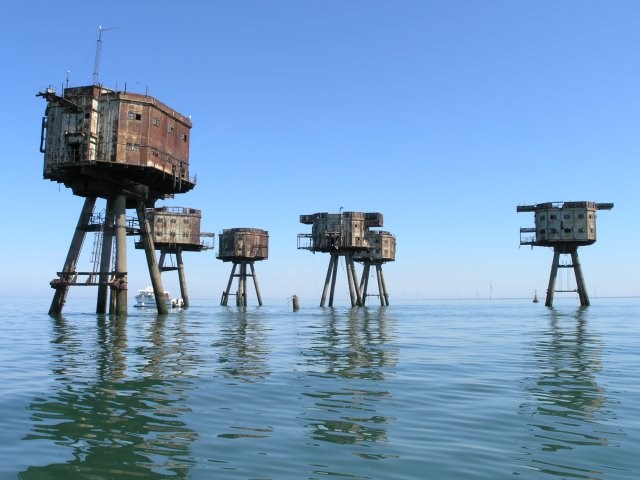
Voormalige luchtafweerbasis voor de kust van Engeland uit de Tweede Wereldoorlog die in de jaren 1960 gebruikt werd door Radio City, een Britse piratenzender

Radio City was een piratenzender die uitzond vanaf het ex-legerfort Shivering Sands in de monding van de rivier Theems. De eigenaar was Reg Calvert, die het station Radio Sutch had overgenomen en de naam veranderde in Radio City. Uitzendingen startten op 30 september 1964.
Diverse pogingen werden ondernomen om het radiostation te overvallen en over te nemen. Gesprekken zijn er ook geweest met Radio Caroline, en Radio London omtrent uitzendingen vanaf het fort. Hier is echter niets van terechtgekomen. Het ex-legerfort was uiteraard een begeerde plaats om uitzendingen te verzorgen en ook veel veiliger dan vanaf een schip (stormweer). Reg Calvert werd door een concurrent Major Smedley vermoord.
Daarna runde Mevrouw Calvert verder het radiostation. De uitzendingen werden gestopt op 9 februari 1967. Mede door deze moord in piratenkringen is de anti-piratenwet in het Verenigd Koninkrijk versneld in stemming gebracht in het Hoger- en Lagerhuis en in werking gesteld.